# F-ve Dolls
F-ve Dollsまた5Dollsは（ファイブドールズ、파이브돌스）は、韓国の6人組女性アイドルグループ。

## 概要
- 2011年、男女10人組アイドルグループ「男女共学」の女性メンバー4人に、ウンギョを加えた女性5人組アイドルグループとして、5Dollsが結成されたのが始まりである[1]。
- 2011年2月17日、Mnet M! Countdownにおいて歌番組の活動を開始した[2]。5月には2曲目の活動曲を発表し、ドリームコンサートに出演した。そして年末ごろまで活動した。
- 2012年、事務所を移籍し、リーダーのスミは事務所に残留したため脱退した。この年はグループとして歌手活動をしていないが、メンバーのソロ活動などは行われている。そしてメンバーの脱退や新メンバーの加入がなされ、元の事務所に復帰した。
- 2013年に6人組として新曲を発表した[3]。
- 2015年3月11日、契約が終了して、解散していることが発表された。ヨンギョンはThe SeeYaとして活動している。スンヒは事務所との契約が残っており、新グループで活動する予定。
- 英語では5DollsまたはF-ve Dollsと表記される[4]。美人コンテスト、春香選抜大会の受賞者がメンバーに2名いる。

## 活動終了時のメンバー
男女共学として活動していたメンバー。5Dolls結成以前の活動は男女共学を参照

### ヒョヨン
- 本名：リュ・ヒョヨン（柳孝榮：류효영：Ryu Hyo Young）
- 1993年4月22日（31歳）
- サブボーカル、ラップ
- 身長：168cm 体重：52kg
- 双子の妹は元T-ARAのファヨン。
- 2010年春香(チュニャン)選抜大会1位受賞

### ヘウォン
- 本名：ジン・ヘウォン（陳慧沅：진혜원：Jin Hye Won）
- 1995年3月6日（30歳）
- サブボーカル、ラップ
- 身長：168cm 体重：46kg
- コアコンテンツメディアと契約終了後は、キーイーストと契約。

### 追加メンバー
男女共学として活動していないメンバー。加入順

#### ウンギョ
- 本名：ソ・ウンギョ（徐銀教：서은교：Seo Eun Kyo）
- 1995年3月21日（29歳）
- 5Dolls結成と同時に加入した
- JYP主催のオーディションで高く評価される
- サブボーカル、ラップ
- 身長：166cm 体重：50kg

#### ナヨン
- 本名：ハン・ナヨン（한나연：Han Na Yeon）
- 1992年1月7日（33歳）
- 2012年後半、事務所移籍と同時に加入。
- 英語が話せる。カナダに留学経験がある。

#### スンヒ
- 本名：チョ・スンヒ（曺承希：조승희：Cho Seung Hee）
- 1991年6月3日（33歳）
- 2012年春香(チュニャン)選抜大会1位受賞
- 2013年7月に加入した
- 2013年、複数の歌手によるコラボレーション曲、「鎮痛剤」で一週間活動
- 2015年7月、新グループDIAに加入、2016年4月30日脱退

#### ヨンギョン
- 本名：オ・ヨンギョン（吳連卿：오연경：Oh Yeon Kyung）
- 1994年8月25日（30歳）
- The SeeYaのメンバーでもある。（兼任）
- 2013年7月に加入した

## 元メンバー
男女共学として活動していた。5Dolls結成以前の活動は男女共学を参照。脱退順

### スミ
- 本名：イ・スミ（李受美：이수미：Lee Su Mi）
- 1989年3月3日（36歳）
- SeeYaから移籍。
- 元リーダー、サブボーカル
- 身長：168cm 体重：48kg
- 活動期間 デビューから2012年2月まで。

### チャンミ
- 本名：ホ・チャンミ（許讚美：허찬미：Heo Chan Mi）
- 1992年4月6日（32歳）
- リーダー、メインボーカル
- 身長：166cm 体重：44kg
- 活動期間 デビューから2012年夏まで。脱退後大学に進学。

## 活動しなかった人物
5Dollsが活動していなかった期間に一時的に加入していた人物
- シャノン（本名：シャノン・ウィリアムズ：Shannon Williams）
- ジヒョン（本名：チェ・ジヒョン：최지현：Choi Ji Hyun）

## 出演
- 2011年 MBC「最高の愛〜恋はドゥグンドゥグン〜」- ガールズグループ「キャンディーズ」役
- 2012年4月13日から ヤンパが（사랑은 다 그런거래요:Love Is All The Same）」で歌番組の活動を開始した際、ナヨンはHANNA名義で参加した。
- 2012年 KBS2　月・火曜ドラマ「学校2013」 - ヒョヨン

- 2014年 JTBC  ダレになったチャン・グク - ヒョヨン
- 2014年 tvN  家族の秘密 - ヒョヨン
- 2015年 カカオページ  初めの開始 - ヘウォン

## 曲
唇の跡　（唇跡）（입술자국:Lip Stains ）
- 歌番組:2011年2月17日 -
- デビュー曲。ミュージックビデオには2PMのパク・ジェボムが出演し、ティーザー映像は2月7日に公開された[5]。2月16日にミニアルバム「Charming five girls」の全曲を公開し、同日午後には「あなたのことよ」のミュージックビデオも公開している[6]。

あなたのことよ (あなたのよ、お前のことだ、あんたさ)（너 말이야:I Mean You ）
- 歌番組: 2011年2月17日 - Lip Stainsとあわせて活動開始。

 あれやこれやと （どうだこうだと ）（이러쿵 저러쿵:Like This Or That ）
- 歌番組: 2011年5月12日 -

この曲まで発売元はLOENである。
 相棒一号、ペア・ナンバーワン、チャク一号（짝1호:Pair No.1, Soulmate No.1）
新メンバーを加え6人となった。この曲はファイブドールズの英語表記がF-ve Dollsとなっている。収録シングルの題名は Since 1971。 作曲は「二段横蹴り」、この曲から発売元はKTミュージックである。7月29日にMnet ビートルズコードに新メンバーを加えたフルメンバーで出演して振り付けを披露し、その翌日にMVが公式配信された。（公式MV）
- 歌番組: 2013年8月1日 -

 Can You Love Me、愛してくれますか（사랑한다 안 한다:Can You Love Me）
女子学生制服と麦わら帽子を着用した清楚な衣装で歌うバラード調の曲。ヒョヨンがドラマで共演したダニがラップパートで参加している。 作曲は「二段横蹴り」。9月24日にはアルバムFirst Love発売される。このアルバムにはCan You Love Meやチャク一号など6曲が収録されている。MV配信は9月12日。（公式MV）
- 歌番組: 2013年9月12日 -